# Bataljonstaakgroep

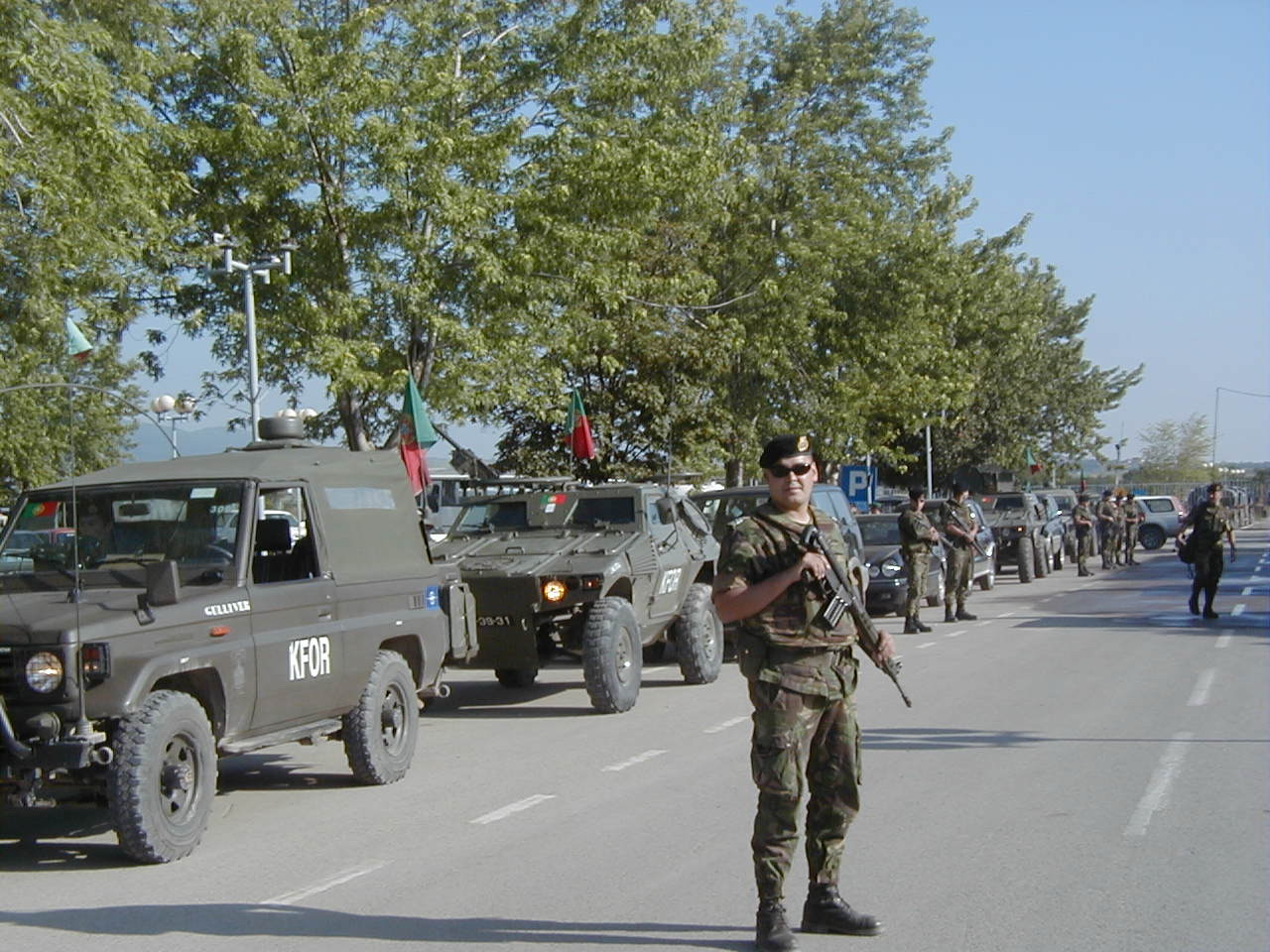
Bataljonstaakgroep van KFOR in Kosovo

Een bataljonstaakgroep (ook de Engelse term battlegroup komt veel voor) is een samengestelde militaire eenheid ter grootte van een bataljon.
Waar een gewoon bataljon bestaat uit troepen met dezelfde functie (bijvoorbeeld een infanteriebataljon of een tankbataljon), bestaat een batajonstaakgroep uit eenheden met verschillende functies zoals infanterie, genie, tanks etc. waardoor het zelfstandig kan optreden, bijvoorbeeld bij vredesoperaties.